# Bruit blanc
Pour les articles homonymes, voir Bruit (homonymie).

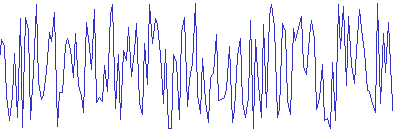
Échantillon de bruit blanc.

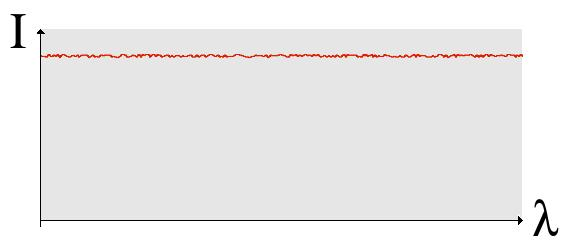
Spectre plat d'un bruit blanc (sur l'abscisse, la longueur d'onde ; en ordonnée, l'intensité).

Un bruit blanc est une réalisation d'un processus aléatoire dans lequel la densité spectrale de puissance est la même pour toutes les fréquences de la bande passante. Le bruit additif blanc gaussien est un bruit blanc qui suit une loi normale de moyenne et variance données. Des générateurs de signaux aléatoires (« signal de bruit ») sont utilisés pour des essais de dispositifs de transmission et, à faible niveau, pour l'amélioration des systèmes numériques par dither.
En synthèse et traitement du son, on ne considère que les fréquences audibles, comprises entre quelques hertz et 16 kHz ; le « bruit blanc » désigne, sans rigueur mathématique, une variété aiguë de souffle.

## Définition mathématique

### Notion
Par analogie avec la lumière blanche qui mélange toutes les fréquences lumineuses, un bruit blanc est un processus stochastique qui possède la même densité spectrale de puissance à toutes les fréquences. Ceci correspond à une autocorrélation nulle en tout point sauf à l'origine : le processus est décorrélé. S'il est gaussien, cette décorrélation entraîne l'indépendance.
La décorrélation conduit à une puissance moyenne ou variance infinie. Le processus correspondant ne peut donc exister mais c'est une approximation commode pour le calcul de la réponse d'un système peu amorti.
Plus concrètement, un bruit blanc filtré à la fréquence {\displaystyle f_{c}} correspond à un processus échantillonné à {\displaystyle 1/2f_{c}}, ce résultat étant utilisé dans les simulations.

### Solutions analytiques d'équations différentielles

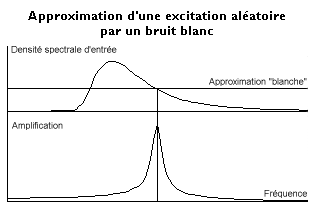
Approximation d'une excitation aléatoire par un bruit blanc.

En toute rigueur, un bruit blanc ne peut exister car une densité spectrale identique pour toutes les fréquences conduirait à une variance, mesurée par l'aire sous la courbe, infinie (et donc une puissance infinie). Cette solution est néanmoins intéressante dans certains problèmes pratiques car, bien qu'il ne puisse exister, on montre que la réponse à un bruit blanc d'un système amorti reste finie. Le remplacement d'une excitation quelconque par un bruit blanc fournit donc, en simplifiant considérablement les calculs, une approximation d'autant meilleure que l'amortissement du système est plus faible.

### Simulations
Un bruit blanc de densité spectrale (voir analyse spectrale) S0  échantillonné au pas T contient des fréquences inférieures à 1⁄2T (voir Théorème de Shannon). C'est un bruit blanc filtré qui possède une variance finie. Celle-ci s'écrit, si la densité spectrale est exprimée sur une échelle en fréquences positives, σ2 = S0⁄2T. Un bruit blanc peut être engendré par une séquence de nombres au hasard qui correspond à une densité de probabilité uniforme sur un intervalle de largeur unité. Pour obtenir des nombres sur un intervalle de largeur a, il suffit de multiplier le résultat par a.
Conséquence du théorème central limite, le bruit blanc gaussien est particulièrement utile. Pour le créer, on peut utiliser la formule de Rice : {\displaystyle X=A\cos \Phi \,}
{\displaystyle \Phi } est une séquence de variables uniformes sur un intervalle de largeur 2π.
A est une séquence de variables de Rayleigh dont la fonction de répartition s'écrit, {\displaystyle \sigma ^{2}} étant la variance cherchée pour la variable de Gauss : {\displaystyle {F_{A}}(a)=1-e^{-{{a^{2}} \over {2\sigma ^{2}}}}}
En égalant cette fonction de répartition à celle d'un nombre au hasard noté r, on obtient une réalisation de la variable de Rayleigh : {\displaystyle a=\sigma {\sqrt {-2\ln(1-r)}}}
À partir de là, on construit une réalisation d'un bruit blanc gaussien. On peut alors obtenir une réalisation d'un processus gaussien quelconque en prenant sa transformée de Fourier, en la multipliant par la racine carrée de la densité spectrale et en inversant la transformée.[pas clair]

### Statistique
Dans l'étude des séries temporelles en statistique, il est souvent utile de définir un processus de bruit blanc également dans le domaine temporel (alors que les définitions plus haut sont dans le domaine des fréquences). Les définitions présentées ici sont faites pour des processus à temps discret et à valeurs continues. Selon Hamilton (1994, p. 47) :
Théorème — Un processus {\displaystyle \epsilon _{k}} à temps discret est qualifié de bruit blanc si :
- {\displaystyle E[\epsilon _{k}]=0\,} ;
- {\displaystyle E[\epsilon _{k}^{2}]=\sigma ^{2}} ;
- {\displaystyle E[\epsilon _{k}\epsilon _{l}]=0\qquad \forall k\neq l}.

Un processus de bruit blanc est donc par définition stationnaire de second ordre. La troisième condition, {\displaystyle {\text{E}}[\epsilon _{t}\epsilon _{\tau }]=0}, (ou {\displaystyle {\text{Cov}}[\epsilon _{t},\,\epsilon _{\tau }]=0}), signifie que l'autocovariance est nulle.
Théorème — Un processus {\displaystyle \epsilon _{k}} à temps discret est qualifié de bruit blanc indépendant si :
- {\displaystyle E[\epsilon _{k}]=0\,} ;
- {\displaystyle E[\epsilon _{k}^{2}]=\sigma ^{2}} ;
- {\displaystyle \epsilon _{k}\,} et {\displaystyle \epsilon _{l}\,} sont indépendants {\displaystyle \forall k\neq l}.

On remarquera que la troisième condition de la définition du bruit blanc indépendant, celle d'indépendance, implique la condition d'autocovariance nulle du bruit blanc, tandis que la réciproque n'est pas forcément vraie. Cette deuxième définition est donc plus stricte que la première.
Théorème — Un processus {\displaystyle \epsilon _{k}} à temps discret est qualifié de bruit blanc gaussien si :
- {\displaystyle \epsilon _{k}} est un bruit blanc indépendant ;
- {\displaystyle \epsilon _{k}\sim {\mathcal {N}}(0,\sigma ^{2})\,}.

### Bruit blanc fort et bruit blanc faible
En statistique spatiale, on distingue les deux définitions suivantes :
Définition — Un processus stochastique X sur un espace S est un bruit blanc fort (BBF) si les variables X(s), s∈S sont centrées, indépendantes et identiquement distribuées.
Définition — Un processus stochastique X sur un espace S est un bruit blanc faible (BBf) si les variables X(s), s∈S sont centrées, décorrélées, et de variances finies constantes (Cov(Xs, Xt) = σ2 δs=t).
La définition du bruit blanc faible est celle du bruit blanc en statistique temporelle ci-avant ; pareillement, celle du bruit blanc fort est celle du bruit blanc indépendant. Un bruit blanc faible est stationnaire dans L2, un bruit blanc fort est strictement stationnaire.

## Bruit blanc sonore
Le bruit blanc, dont le nom se réfère à la « lumière blanche » qui est un mélange équilibré de couleurs, est composé de toutes les fréquences audibles, chaque fréquence ayant la même énergie. Le nombre de fréquences doublant d'une octave à l'autre, l'énergie croît de 3 dB par octave. Un bruit de même énergie sur toutes les bandes de fréquence de largeur égale en octaves est un bruit rose.
L'exposition constante à un bruit blanc de niveau élevé est une des formes de la torture par privation sensorielle.

### Médecine
En médecine, on parle de « bruit blanc » pour des sons ayant une parenté perceptive avec les bruits blancs, c'est-à-dire qui ne présentent pas de hauteur tonale, et pas d'élément sonore permettant de désigner un objet connu comme source.
Le bruit blanc présente des propriétés hypnotiques, exploités par des appareils vendus pour favoriser l'endormissement des bébés. La diffusion pendant quelques minutes d'un bruit blanc à un niveau assez élevé (72,5 dB Lp pendant 30 s puis 67 dB Lp pendant 4 min) peut en effet induire ou faciliter le sommeil chez le nouveau-né humain de même que chez l'adulte, probablement en réduisant le rapport signal/bruit du son ambiant (ce qui rappelle peut-être au nouveau-né une ambiance intra-utérine). Des médecins de l'hôpital de Toronto mettent en garde contre l'usage excessif de ces appareils.
Un générateur de bruit blanc est essayé en 2000 dans le traitement des acouphènes associé à de l'hyperacousie. Le bruit blanc, associé à un entraînement spécifique, pourrait rendre certains acouphènes moins perceptibles par celui qui les subit et ainsi faciliter le travail, la concentration ou le sommeil. En 2018, une étude indique que le bruit blanc pourrait accélérer le vieillissement du cerveau, et déconseille ces thérapies par bruit blanc à long terme.
Des chercheurs ont expérimenté l'effet de l'exposition au bruit blanc dans le domaine neurophysiologique. Des rats soumis à un fort bruit blanc (90 dB Lp pendant une heure) présentent une baisse du taux de norépinéphrine dans le système auditif aux environs de la cochlée, or ce neurotransmetteur semble impliqué dans l'excitation, le stress et l'étiologie du stress post-traumatique.
D'autres publications désignent comme bruit blanc tout espèce de son sans hauteur tonale, même quand il est modulé par un signal. Ogata a ainsi exposé des sujets à un bruit blanc modulé pour simuler la variation intensité sonore d'une pièce de musique. Il conclut que la variation d'intensité, sans les autres caractères de la musique, entraîne un état déplaisant de somnolence, corrélé avec une augmentation des densités de puissance des ondes lentes du cerveau. Williamson assimile le bruit identifiable des vagues océaniques sur la plage à un bruit blanc. Il conclut que l'exposition à ce bruit en unité de soins intensifs en situation postopératoire (pontage aorto-coronarien) est favorable au sommeil des patients. Une étude publiée en 2002 désigne comme bruit blanc toutes ces variétés de signal sonore, ainsi que le bruit d'un ventilateur utilisées pour masquer les bruits ambiants. Les auteurs concluent que ces bruits, ou du véritable bruit à large spectre enregistré sur CD, pourraient être une « alternative non-pharmacologique » à de nombreux médicaments sédatifs, hypnotiques utilisés pour combattre l'insomnie, divers troubles psychiatriques, ou effets de stress et de stress post-traumatique.
Pour d'autres auteurs, le bruit blanc est souvent considéré comme désagréable[réf. souhaitée] et peut entrainer des céphalées[réf. souhaitée].